# Mandrajaya
Mandrajaya is een bestuurslaag in het regentschap Sukabumi van de provincie West-Java, Indonesië. Mandrajaya telt 4097 inwoners (volkstelling 2010).